# Эцио Аудиторе да Фиренце
Э́цио Аудито́ре да Фире́нце (итал. Ezio Auditore da Firenze) — персонаж игровой серии Assassin’s Creed, итальянский мастер-ассасин и главный герой подсерии, действие которой разворачивается в эпоху итальянского Возрождения. Истории становления Эцио как ассасина посвящены игры Assassin's Creed II, II: Discovery (обе игры вышли в 2009 году), Brotherhood (2010) и Revelations (2011), а некоторые обстоятельства его прошлого и дальнейшая судьба раскрываются в короткометражных фильмах «Кредо убийцы» (2009), «Кредо убийцы: Господство» (2010) и «Кредо убийцы: Угли» (2011), а также в других различных медиа по франшизе. В 2016 году Ubisoft выпустила коллекционное издание Assassin’s Creed: The Ezio Collection, в которое вошли все три основные игры с участием протагониста, а также фильмы «Кредо убийцы» и «Кредо убийцы: Угли». В большинстве проектов с его участием на английском языке персонажа озвучивал американский актёр Роджер Крейг Смит, а канадский актёр Девон Бостик сыграл юного Эцио в «Кредо убийцы».
В альтернативном историческом сеттинге игровой серии Эцио родился в 1459 году в городе Флоренция, в семье итальянских дворян. Представители нескольких поколений Аудиторе состояли в Братстве Ассасинов, секретной организации, члены которой добивались мира и свободы; она была основана на Ордене Ассасинов из реального мира. Эцио узнал о своём наследии лишь в подростковом возрасте, после того как большинство его ближайших родственников были казнены во время заговора Пацци. Встав на путь мести, он вступает в конфронтацию с заклятыми врагами ассасинов, членами Ордена Тамплиеров, итальянский филиал которого возглавляет род Борджиа. После охватившего десятилетия противостояния с Родриго и Чезаре Борджиа, а также их приспешниками, Эцио, в конечном итоге, возвращает ассасинам былое влияние в Италии и становится наставником Ордена в 1503 году. Его приключения продолжаются в Испании и Османской империи, где он помогает тамошним ассасинам победить тамплиеров. После ухода из Братства, Эцио со своей семьей переезжает в Тоскану, и, в конце концов, умирает от сердечного приступа во Флоренции в 1524 году.
Критики высоко оценили персонажа в произведениях с его участием и часто называли одним из величайших и вызывающих симпатию героев в истории видеоигр. В большинстве случаев рецензенты хвалили образ, роль и развитие протагониста в его подсерии. Эцио считается маскотом франшизы Assassin’s Creed и её самым популярным персонажем из-за восторженных отзывов критиков и частого появления в других проектах Ubisoft. Благодаря своей популярности Аудиторе фигурировал в других медиа в качестве гостевого персонажа, в частности в Soulcalibur V (2012), Fortnite и Brawlhalla (обе игры вышли в 2017 году).

## Создание
Разработчики Assassin's Creed II хотели, чтобы главный герой их игры был внешне похож на протагониста первой части серии — Альтаира ибн Ла-Ахада, но при этом отличался от него по характеру. Создатели персонажа назвали его «Эцио», именем, которое в переводе с итальянского языка означает «орёл»; таким образом они подчеркнули его связь с Альтаиром, чьё имя на арабском языке означает «летящий орёл». В то время как Альтаир с ранних лет готовился стать искусным убийцей, Эцио узнал о своём наследии только в подростковом возрасте; по задумке авторов игры, история Аудиторе должна была подарить игрокам «свежий опыт». Альтаир на протяжении всей своей жизни был предан Ордену, тогда как Эцио стал профессиональным убийцей, чтобы выследить людей, виновных в смерти его близких и долгое время не сходил с пути мстителя. Несмотря на то, что месть была его главной мотивацией на протяжении всей игры, по мере развития сюжета личность Эцио претерпела изменения и это отразилось на его видении справедливости. Кроме того, Аудиторе не был мастером-ассасином в начале игры, а годами оттачивал свои способности, что позволило игрокам наблюдать за развитием персонажа. Вместо открытия новых навыков с помощью древа умений ассасин приобретал их во время обучения у друзей и союзников, чтобы его история смотрелась более правдоподобно. Разработчики хотели подчеркнуть принадлежность Аудиторе к эпохе Возрождения изобразив его непредубеждённым и любознательным человеком с развитым чувством юмора. Креативный директор Assassin’s Creed III (2012) Алекс Хатчинсон сравнил Эцио с актёром Эрролом Флинном, так как персонаж задумывался как дамский угодник и хвастун.

## Появления

### Assassin’s Creed IIиII: Discovery
Главный герой современности из ранних игр серии Дезмонд Майлс, являющийся дальним потомком Эцио, переживает жизнь своего предка через Анимус, устройство, открывающее доступ к воспоминаниям внутри его ДНК. В начале Assassin’s Creed II выясняется, что предок Дезмонда родился во Флоренции, в семье итальянских дворян Аудиторе. До 17 лет молодой человек обучался банкирскому делу и вёл беззаботный образ жизни до тех пор, пока его отец Джованни не узнал о заговоре против правителей их родного города. Джованни обвинил Франческо Пацци в подготовке покушения на семью Медичи и представил доказательства гонфалоньеру Уберто Альберти, однако последний оказался одним из заговорщиков и приказал арестовать семью Аудиторе. Эцио не было дома, так как он выполнял поручение отца, который впоследствии рассказал ему о тайнике в их родовом поместье, где молодой человек обнаружил снаряжение ассасина. Став свидетелем казни отца и братьев, Аудиторе покинул Флоренцию вместе с матерью и сестрой и осел на вилле своего дяди Марио в Монтериджони. Марио помог Эцио установить личности людей, повинных в убийстве его близких, и обучил молодого человека мастерству ассасинов.
Отомстив семье Пацци, Эцио обнаружил, что в организации заговора принимали участие другие люди за пределами Флоренции. В течение десятилетних поисков ассасин посетил Сан-Джиминьяно и Форли, и, в конечном итоге, прибыл в Венецию. За всё то время, что он выслеживал тамплиеров, Аудиторе обрёл нескольких союзников, включая Никколо Макиавелли, Катерину Сфорцу и Леонардо да Винчи. Эти люди направили его на путь искупления и помогли преодолеть жажду мести. В конце концов, Эцио столкнулся с инициатором заговора, Родриго Борджиа, который хотел объединить Италию под знаменем тамплиеров и заполучить могущественный артефакт под названием «Яблоко Эдема», чтобы найти с его помощью легендарное «Хранилище». Аудиторе отобрал «Яблоко» у Родриго, которому удалось сбежать, и официально присоединился к Братству Ассасинов.
Во время событий Assassin’s Creed II: Discovery, охвативших 1491 и 1492 года, Эцио отправился в Испанию, чтобы освободить собратьев-ассасинов, заключённых в тюрьму испанской инквизицией. В процессе расследования он обнаружил, что тамплиеры планировали отплыть на запад, чтобы открыть Новый Свет. Аудиторе спас Христофора Колумба и вступил в конфронтацию с магистром Ордена Тамплиеров Томасом Торквемадой. Ему помогли некоторые испанские ассасины, такие как Луис де Сантанхель и Рафаэль Санчес. В конце концов, тамплиеры осадили Гранаду, а ассасины спасли мавританского короля Мухаммеда XII.
К 1499 году, после освобождения Флоренции от тирании Джироламо Савонаролы, Эцио выяснил, что «Хранилище», которое искал Родриго, находилось в Риме. Это открытие побудило ассасина проникнуть в Ватикан, чтобы убить Великого магистра тамплиеров, который стал Папой Александром VI и завладел «Посохом Эдема». Аудиторе сразился с Родриго, воспользовавшись «Яблоком», и одолел его в кулачном бою. В этот момент он отказался от мести и сохранил жизнь Родриго, а затем проник в Хранилище, объединив «Яблоко» и «Посох». Там Эцио обнаружил голограмму Минервы, представительницы вымершей Первой Цивилизации, которая создала человечество и «Частицы Эдема». Минерва передала послание, предназначенное Дезмонду, предупредив его о надвигающейся солнечной вспышке и последующей за ней гибели всего человечества, предотвратить которое может только он, в то время как ассасин был сбит с толку, не понимая, кто такой Дезмонд.

### Assassin’s Creed: Brotherhood
После возвращения Эцио из Рима на Монтериджони осадила папская армия во главе с Чезаре Борджиа, сыном Родриго и соруководителем «Ордена Тамплиеров». Во время осады ассасин лишился «Яблока Эдема», своего дома Монтериджиони и дяди Марио, которого убил Чезаре. Сбежав из города вместе с матерью и сестрой, раненый Аудиторе отправился в Рим, чтобы раз и навсегда уничтожить дом Борджиа. Он получил новое снаряжение от Никколо Макиавелли, спасшего его несколькими днями ранее. Когда реабилитация Эцио закончилась, он и Макиавелли приступили к реализации их плана по освобождению Рима и отречению Борджиа от власти, а также по возвращению «Яблока».
В течение следующих трёх с половиной лет ассасин и его союзники одержали победу над Борджиа и вернули Риму былое величие. Эцио восстановил «Орден Ассасинов» и сменил Макиавелли на посту наставника, лидера Братства. К 1503 году Аудиторе убил банкира дома Борджиа Хуана и их французского союзника барона де Валуа, а также ослабил влияние Лукреции Борджиа, тем самым посеяв хаос в рядах тамплиеров. В порыве ярости Чезаре убил своего отца и постепенно утратил контроль над городом. Вернув «Яблоко», Эцио использовал его силу, чтобы уничтожить остатки армии Чезаре. К концу года Борджиа окончательно потеряли власть над Римом, а Чезаре был арестован новым Папой Юлием II. Когда Чезаре сбежал, ассасин выследил его с помощью «Яблока» и спрятал артефакт в секретном хранилище под Колизеем. В 1507 году Аудиторе отправился в Испанию и нагнал Чезаре при осаде замка Вьяна. Победив Чезаре в бою, Эцио, в конечном итоге, сбросил его со стен замка.

### Assassin’s Creed: Revelations
Годы спустя после освобождения Рима Эцио обнаружил оставленное его отцом письмо, в котором тот рассказал о скрытой и полной обширных знаний библиотеке под замком Масиаф, родине легендарного ассасина Альтаира ибн Ла-Ахада. По прибытии в Масиаф в начале 1511 года, Аудиторе попал в засаду оккупировавших крепость тамплиеров, что также искали библиотеку Альтаира. Совершив побег и убив капитана тамплиеров, ассасин нашёл дневник Никколо Поло, из которого узнал о пяти печатях, спрятанных в Константинополе, — ключах к библиотеке Альтаира. Прибыв в Константинополь, Эцио приступил к поискам печатей, параллельно помогая местной «Гильдии Ассасинов», возглавляемой Юсуфом Тазимом, ослабить контроль византийских тамплиеров. Со временем ему удалось избавить город от тамплиеров и возвести на трон принца Сулеймана.
Ассасин обнаружил четыре из пяти печатей благодаря торговке книгами Софии Сартор, с которой у него завязались романтические отношения. Затем он отправился в подземный город в Каппадокии, где убил лидера местных тамплиеров Мануэля Палеолога, а также добыл последнюю печать. В то же время Эцио столкнулся с дядей Сулеймана, принцем Ахметом, который оказался истинным Великим Магистром тамплиеров; он угрожал причинить вред Софии, если Аудиторе не отдаст печати. Вернувшись в Константинополь, Эцио обнаружил, что Ахмет убил Юсуфа и похитил Софию; тогда же Аудиторе объединился с османскими ассасинами в противостоянии с Ахметом. Отдав печати ради спасения Софии, Эцио бросился в погоню за Ахметом и вернул печати обратно. Затем султан Селим I убил Ахмета и поблагодарил Аудиторе за спасение его сына и страны, однако в то же время приказал ему покинуть Османскую империю. Эцио и София посетили Масиаф и открыли библиотеку Альтаира. Ассасин обнаружил останки Альтаира и узнал, что с помощью библиотеки Альтаир хотел передать послание их общему потомку Дезмонду Майлсу. Состарившийся Эцио пришёл к выводу, что повидал достаточно насилия и тайн за свою жизнь и покинул Орден, будучи убеждённым, что Дезмонд преуспеет там, где он и Альтаир не смогли.

### Assassin’s Creed: Embers
После ухода из «Ордена Ассасинов» Эцио поселился на тосканской вилле недалеко от Монтериджони вместе с Софией, которая родила ему двоих детей — дочь Флавию и сына Марчелло. В 1524 году загадочная китаянка появилась на пороге его дома и попросила Аудиторе о помощи. Незваной гостьей оказалась Шао Цзюнь, член разгромленного китайского «Братства Ассасинов». Эцио помог Цзюнь отбиваться от солдат, посланных китайским императором Цзяцзином, и передал  загадочный ящик, который велел открыть только в том случае, если она заблудится. Вскоре после этого он, София и Флавия посетили Флоренцию, где Эцио умер от сердечного приступа в возрасте 65 лет.

## Другие появления

### В серииAssassin’s Creed
Эцио в исполнении актёра Девона Бостика эпизодически появляется в короткометражном фильме «Кредо убийцы», приквеле к Assassin’s Creed II, посвящённом его отцу Джованни Аудиторе. Также ассасин фигурирует в короткометражном анимационном фильме «Кредо убийцы: Господство», действие которого разворачивается во время событий Brotherhood; по сюжету, Аудиторе встречается в Риме с замаскированным Леонардо да Винчи, чтобы собрать информацию о Чезаре Борджиа.
В Assassin’s Creed IV: Black Flag (2013) игрок может взломать компьютер вымышленной дочерней компании «Abstergo Industries» — «Abstergo Entertainment» —, занимающейся разработкой видеоигр, и узнать из их анализа рынка, что руководство «Abstergo» рассматривала Эцио в качестве главного героя их будущего проекта; компания отказался от этой идеи из-за того, что персонаж «развращает» людей, заставляя их следовать «неверной идеологии» асассинов, а также из-за его жестокости и промискуитета. Несмотря на это, на момент событий Assassin’s Creed Unity (2014) «Abstergo» выпустила игру про Аудиторе под названием «Страх и ненависть во Флоренции».
В спин-оффе основной серии Assassin’s Creed Chronicles: China (2014), события которой разворачиваются после окончания «Углей», Шао Цзюнь, которая относится к Эцио как к своему наставнику, руководствуется его учениями на пути восстановления Ордена китайских ассасинов. В 2018 году Аудиторе стал одним из игровых персонажей в бесплатной ролевой мобильной игре Assassin’s Creed Rebellion (2018); как и в случае с II: Discovery, сюжет Rebellion охватывает период испанской инквизиции, когда несколько героев из различных частей серии создают Братство, чтобы уничтожить испанский «Орден Тамплиеров». Также Эцио является одним из трёх протагонистов приключенческой игры в жанре экшн в виртуальной реальности Assassin’s Creed Nexus VR (2023); его сюжетная линия разворачивается в 1509 году, между событиями Brotherhood и Revelations, и повествует о возвращении героя в Венецию, где Аудиторе пытается вернуть реликвии его рода, украденные из Монтериджони.
Снаряжение Эцио из Brotherhood присутствует в большинстве последующих игр серии в качестве альтернативного костюма для главного героя. В 2020 году костюм Аудиторе появился в Assassin’s Creed Odyssey (2018), спустя два года после оригинального релиза игры. Его одеяние из Assassin’s Creed II также появилось в нескольких играх серии, включая Assassin’s Creed Valhalla (2020) в рамках последнего обновления в декабре 2022 года.
Помимо игр, Эцио фигурировал в других медиа по франшизе Assassin’s Creed. Ему посвящены романы Оливера Боудена — Assassin’s Creed: Renaissance, Assassin’s Creed: Brotherhood и Assassin’s Creed: Revelations, представляющие собой книжные адаптации основных игр с его участием. В 2017 году Аудиторе появился в первом выпуске мини-серии комиксов Assassin’s Creed: Reflections, по сюжету которого в 1519 году он рассказал умирающему Леонардо да Винчи о своей встрече с дворянкой Лизой дель Джокондо, чей образ лёг в основу «Моны Лизы». В 2021 году Эцио стал одним из игровых персонажей настольной игры Assassin’s Creed: Brotherhood of Venice от Тритона Нуара; сюжетная линия Аудиторе происходит между событиями Brotherhood и Revelations.

### За пределами серии
Благодаря своей популярности Эцио появлялся в различных кроссоверах за пределами франшизы Assassin’s Creed. Все три его основных костюма ассасина также были добавлены во множество игр в качестве альтернативного скина. В 2012 году ассасин стал гостевым персонажем файтинга Soulcalibur V. Также он фигурировал в бесплатных ролевых мобильных играх Soul Hunters (2014) и AFK Arena (2020); его появления символизировали сотрудничество между Lilith Games и Ubisoft. Аудиторе стал одним из боссов другого проекта Ubisoft — For Honor (2017); в рамках специального события с декабря 2018 года по январь 2019 года игроки должны были победить его за определённое время. В марте 2022 года разработчики Fortnite Battle Royale (2017) добавили в игру скин Эцио; его можно было разблокировать во внутриигровом магазине, при покупке игры Assassin’s Creed Valhalla или её DLC Dawn of Ragnarök в магазине Epic Games до марта 2023 года. В июле 2022 года ассасин пополнил число игровых персонажей Brawlhalla (2017).
Мантия Эцио из Assassin’s Creed II является альтернативным снаряжением в играх Prince of Persia: The Forgotten Sands (2010) для PlayStation 3 и Xbox 360, LittleBigPlanet (2008) для PlayStation 3 и PowerUp Heroes (2011) для Kinect на Xbox 360. Его костюм из Revelations под названием Dashin’ Hashashin стал доступен пользователям Team Fortress 2 (2007), оформившим предзаказ Revelations, вместе со специальным ножом, созданным по образцу его скрытого клинка для персонажей класса шпион. Эту же мантию можно разблокировать в Final Fantasy XIII-2 (2011) и XV (2016). В ограниченном специальном событии в Monster Hunter: World (2081) игроки могли разблокировать снаряжение Аудиторе из Assassin’s Creed II в качестве специальной брони. В июне 2022 года его костюм из Assassin’s Creed II появился в игре Fall Guys, а снаряжение из Brotherhood — в мобильной королевской битве Garena Free Fire (2017).

## Восприятие и наследие

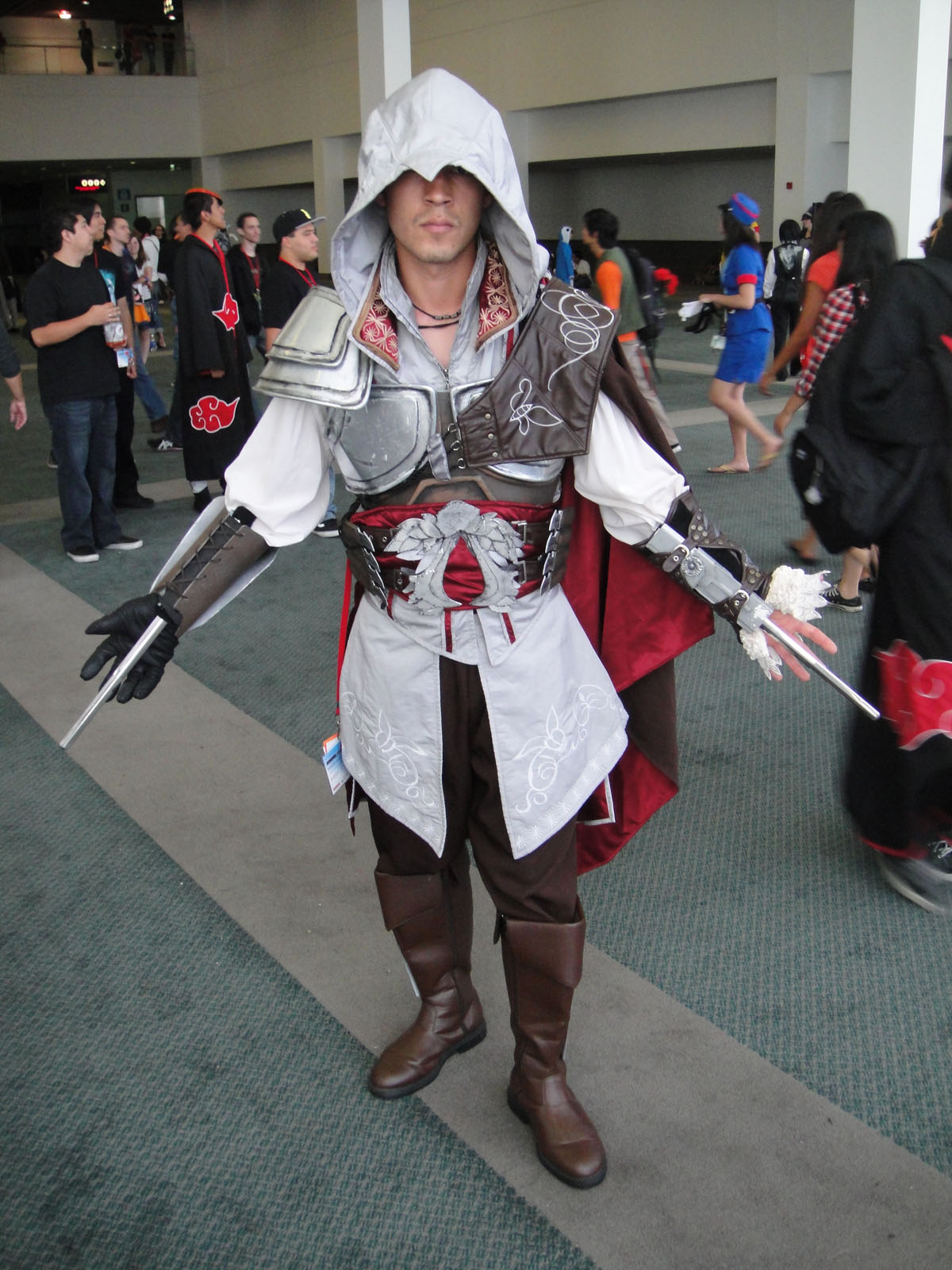
Косплеер в костюме Эцио из Assassin’s Creed II

Как профессиональные критики, так и игроки высоко оценили образ Эцио и его историю. Он — единственный персонаж серии, которому были посвящены несколько игр. Аудиторе получил широкую известность в игровом сообществе, из-за чего считается не только самым популярным героем Assassin’s Creed, но и маскотом франшизы. За исключением II: Discovery все игры и фильмы с его участием были переизданы в расширенном издании The Ezio Collection для PlayStation 4 и Xbox One в 2016 году. Различные компании выпускали мерчендайз с Эцио. В 2018 году в рамках сотрудничества между Ubisoft и винодельной компании Lot18 в продажу поступила ограниченная коллекция вин, на этикетках которых были изображены герои Assassin’s Creed, включая Аудиторе; полное название его марки — «2015 Ezio Auditore Super Tuscan Red Blend», что отсылает к родине персонажа. В августе 2022 года Ubisoft установила памятник в его честь перед офисом компании в Париже.
Эцио был удостоен положительных отзывов критиков и фанатов серии. GamesRadar охарактеризовал его как «могучего и морально неоднозначного супергероя», отметив, что Аудиторе был более живым и располагающим к себе персонажем, чем его предшественник Альтаир, а его взросление стало центральной темой повествования. Уилл Тьютл из GameSpy также положительно оценил образ Эцио на контрасте с Альтаиром; хотя изначально герой показался рецензенту «неприятным бабником», впоследствии тот желал, чтобы ассасин «отомстил и раскрыл правду». С другой стороны, персонаж мгновенно полюбился Кевину ВанОрду из GameSpot, который назвал его «потрясающим» и более проработанным протагонистом, чем Альтаир. В обзоре на Revelations ВанОрд выразил признательность разработчикам за то, как они показали Аудиторе в преклонном возрасте и подчеркнули его статус наставника. По мнению Мэтта Миллера из GameInformer, в Revelations Эцио «вырос из мальчика, жаждущего мести, в человека, ищущего мудрости», и стал «почтенным наставником». Джон Дэвисон из GamePro назвал его сердцем игры и сравнил с Нейтаном Дрейком: «как и Дрейк, очаровательный, остроумный и до смешного самоироничный Эцио был создан для того, чтобы вовлечь игрока в повествование».
В 2009 году GameSpot назвал Аудиторе «лучшим новым персонажем» в играх. Рецензенты GameZone Натали Романо и Анджелина Сандовал поместили его на 3-е место в рейтинге «Игровой Бог 2009 года», где были представлены самые привлекательные мужчины года в игровой индустрии. В 2010 году ассасин был номинирован на премию Spike Video Game Awards в категории «лучший персонаж». В 2011 году он получил 35-е место в списке «50 лучших персонажей компьютерных игр» по версии книги рекордов Гиннеса. По результатам опроса читателей GameInformer, Аудиторе занял 3-е место среди «лучших персонажей десятилетия 2000-х». В 2012 году GamesRadar+ дал ему 8-е место в списке «самых запоминающихся, значимых и крутых» главных героев игр; также издание поместило его на 2-е место в рейтинге «самых крутых игровых персонажей поколения», отметив, что «Эцио стал лицом ассасинов в компьютерных играх».
Многие рецензенты отметили Аудиторе за его физическую привлекательность и стиль. На церемонии Spike Video Game Awards 2010 года он получил награду как «самый стильный убийца»,  а Paste назвал его костюм одним из «лучших в играх». GamesRadar провозгласил Эцио «Мистером 2009» в своей статье о «самых сексуальных новых персонажах десятилетия 2000 года». Официальный журнал PlayStation поместил бороду протагониста на 5-е место в списке «изящных бородок в играх».